# Dundaga
För andra betydelser, se Dundaga (olika betydelser).
Dundaga (tyska Dondangen) är en ort i Kurland Lettland. Sedan 2009 är orten centrum för Dundaga kommun.
I Dundaga ligger ett slott från 1400-talet som byggdes av dåvarande ärkebiskopen i Riga. Från 1700-talet till 1900-talet var Dundaga slott centrum för den största privata egendomen i Kurland. Den mesta marken i området och kringliggande omland tillhörde i många århundraden fram till 1918 baron Osten-Sackens familj, som var en inflytelserik tysk-baltisk adlig släkt. Dess huvudsäte var Dundaga slott, som är förknippat med många lokala sagor och legender. 